# 園原ゆかり
園原 ゆかり（そのはら ゆかり、1981年1月8日 - ）は、東京都出身のファッションモデル。慶應義塾大学文学部卒業。所属モデル事務所はアガペー。

## 来歴
- 慶應義塾幼稚舎→慶應義塾中等部→慶應義塾女子高等学校→慶應義塾大学文学部卒業。一貫して慶應義塾で教育を受けた[1]。
- かつてはイトーカンパニーに所属しアイドル活動をしていた[2]。一時期、園原 佑紀乃（そのはら　ゆきの）という芸名で活動していたこともある。この芸名は、姓名判断で有名な先生に名付けてもらい、「努力すれば必ず成功する」という運があるという名前だったという[1]。
- 高校時代は雑誌「東京ストリートニュース」で高校生モデルとして活躍。
- 元『JJ』の専属モデル。『デジタルef』（主婦の友社）や『Style』（講談社）のモデルとして活動。

## 出演

### ラジオ
- プレスタ（2007年、InterFM）

### テレビドラマ
- 三姉妹探偵団（1998年、日本テレビ）
- ボーイハント（1998年、フジテレビ）1回目ゲスト
- 小市民ケーン（1999年、フジテレビ）
- 賭事女王（1999年、フジテレビ）
- クニミツの政（2003年、フジテレビ）

### テレビバラエティ
- アイドルハイスクール 芸能女学館（1998年、フジテレビ）
- グラビアの美少女（MONDO21）

### 情報番組
- 美人の素（TBS）

### PV
- ともさかりえ「エスカレーション」

## 映画
- 花とアリス（2004年）